# Pero-Casevecchie
Pero-Casevecchie est une commune française située dans la circonscription départementale de la Haute-Corse et le territoire de la collectivité de Corse. Elle appartient à l'ancienne piève de Tavagna.

## Géographie
Costa-Verde

## Urbanisme

### Typologie
Au 1er janvier 2024, Pero-Casevecchie est catégorisée commune rurale à habitat dispersé, selon la nouvelle grille communale de densité à sept niveaux définie par l'Insee en 2022.
Elle est située hors unité urbaine. Par ailleurs la commune fait partie de l'aire d'attraction de Bastia, dont elle est une commune de la couronne,. Cette aire, qui regroupe 93 communes, est catégorisée dans les aires de 50 000 à moins de 200 000 habitants,.

### Occupation des sols
L'occupation des sols de la commune, telle qu'elle ressort de la base de données européenne d’occupation biophysique des sols Corine Land Cover (CLC), est marquée par l'importance des forêts et milieux semi-naturels (98,4 % en 2018), néanmoins en diminution par rapport à 1990 (100 %). La répartition détaillée en 2018 est la suivante : 
forêts (76,5 %), milieux à végétation arbustive et/ou herbacée (21,3 %), zones agricoles hétérogènes (1,7 %), espaces ouverts, sans ou avec peu de végétation (0,6 %). L'évolution de l’occupation des sols de la commune et de ses infrastructures peut être observée sur les différentes représentations cartographiques du territoire : la carte de Cassini (XVIIIe siècle), la carte d'état-major (1820-1866) et les cartes ou photos aériennes de l'IGN pour la période actuelle (1950 à aujourd'hui).

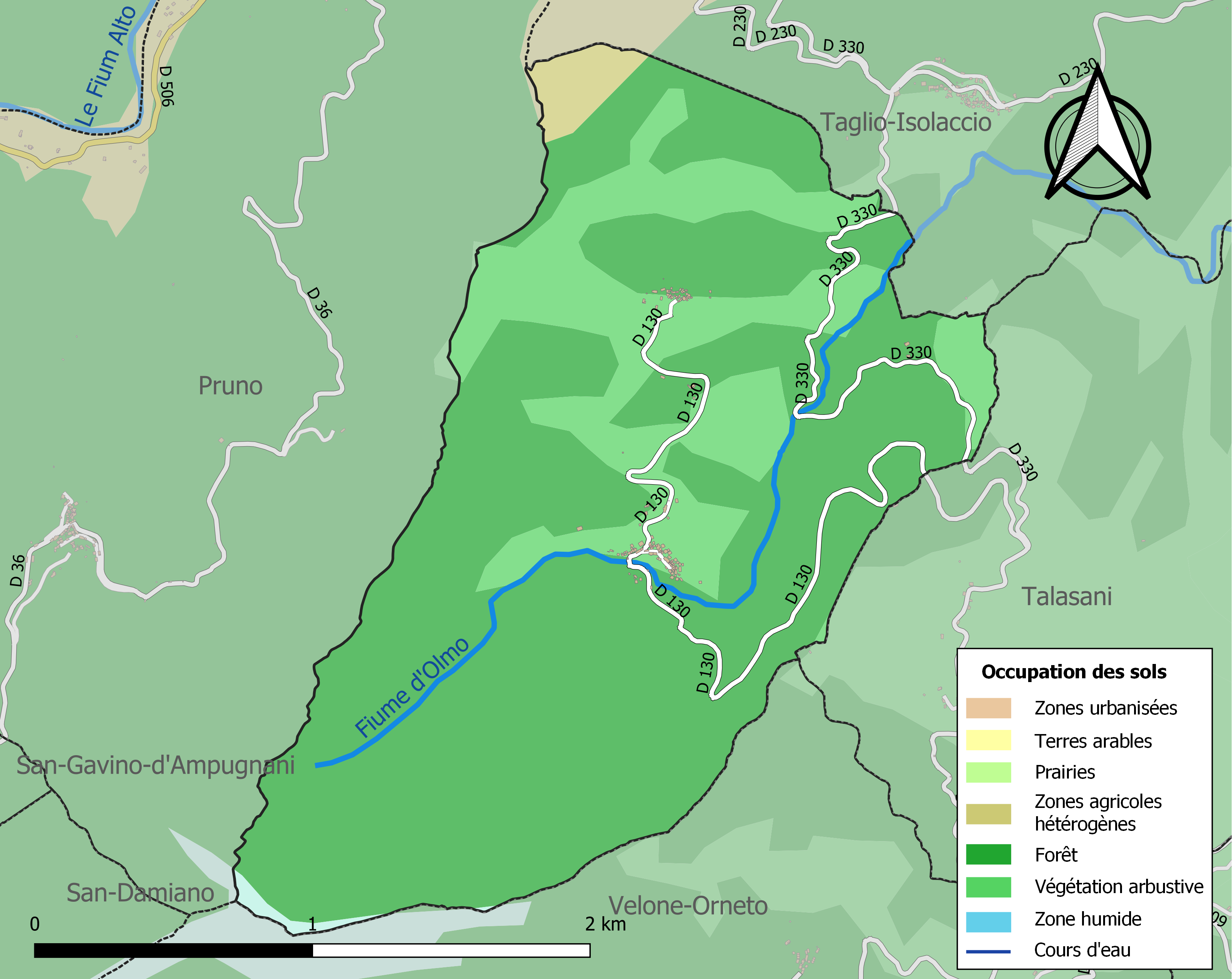
Carte des infrastructures et de l'occupation des sols de la commune en 2018 (CLC).

## Toponymie
Les noms corses des deux villages qui composent la commune sont Peru [ˈpɛːru] et Casevecchje [kazɛˈβeccɛ], signifiant littéralement "poirier" et "maisons vieilles".
Leurs habitants sont respectivement dénommés Peracci et Casevecchjoli.

## Politique et administration
| Période                                  | Période | Identité                | Étiquette | Qualité    |
| ---------------------------------------- | ------- | ----------------------- | --------- | ---------- |
| vers 1897                                | ?       | Tiburce Franchetti      |           |            |
| 1946                                     | 1965    | Don François Vincensini |           |            |
| 1965                                     | 2006    | Paul Renucci            | Rad.      | Avocat     |
| 2006                                     | 2024    | François Berlinghi      |           | Professeur |
| Les données manquantes sont à compléter. |         |                         |           |            |

## Démographie
L'évolution du nombre d'habitants est connue à travers les recensements de la population effectués dans la commune depuis 1800. Pour les communes de moins de 10 000 habitants, une enquête de recensement portant sur toute la population est réalisée tous les cinq ans, les populations de référence des années intermédiaires étant quant à elles estimées par interpolation ou extrapolation. Pour la commune, le premier recensement exhaustif entrant dans le cadre du nouveau dispositif a été réalisé en 2005.

En 2022, la commune comptait 111 habitants, en évolution de −9,76 % par rapport à 2016 (Haute-Corse : +5,15 %, France hors Mayotte : +2,11 %).
| 1800 | 1806 | 1821 | 1831 | 1836 | 1841 | 1846 | 1851 | 1856 |
| ---- | ---- | ---- | ---- | ---- | ---- | ---- | ---- | ---- |
| 441  | 490  | 562  | 500  | 520  | 616  | 647  | 603  | 639  |

| 1861 | 1866 | 1872 | 1876 | 1881 | 1886 | 1891 | 1896 | 1901 |
| ---- | ---- | ---- | ---- | ---- | ---- | ---- | ---- | ---- |
| 663  | 600  | 560  | 558  | 605  | 579  | 539  | 513  | 545  |

| 1906 | 1911 | 1921 | 1926 | 1931 | 1936 | 1946 | 1954 | 1962 |
| ---- | ---- | ---- | ---- | ---- | ---- | ---- | ---- | ---- |
| 531  | 528  | 515  | 530  | 554  | 547  | 294  | 409  | 278  |

| 1968 | 1975 | 1982 | 1990 | 1999 | 2005 | 2006 | 2010 | 2015 |
| ---- | ---- | ---- | ---- | ---- | ---- | ---- | ---- | ---- |
| 244  | 158  | 112  | 106  | 111  | 120  | 120  | 122  | 123  |

| 2020 | 2022 | - | - | - | - | - | - | - |
| ---- | ---- | - | - | - | - | - | - | - |
| 114  | 111  | - | - | - | - | - | - | - |

## Lieux et monuments
- Église de l'Annonciation de Pero.

## Personnalités liées à la commune
- Angelo Mariani, inventeur du vin Mariani contenant un extrait de feuilles de coca, qui va inspirer la création du Coca-Cola.
- Martine Rousset, auteur de Mystères d'âmes (A Fior di Carta Editions).
- Francesco Ottaviano Renucci.